# Филекио (Лука)
Филекио је насеље у Италији у округу Лука, региону Тоскана.
Према процени из 2011. у насељу је живело 600 становника. Насеље се налази на надморској висини од 254 м.